# Asota septentrionalis
Asota septentrionalis là một loài bướm đêm trong họ Erebidae.